# Jean-Baptiste Nompère de Champagny
Jean-Baptiste Nompère de Champagny, hertig av Cadore, född 4 augusti 1756 i Roanne, död 3 juli 1834 i Paris, var en fransk diplomat. Han var far till François-Joseph de Champagny.
Champagny tjänstgjorde 1774-1787 inom franska flottan. Som medlem i adelsståndet tillhörde Campagny 1789 dess liberala grupp. Efter Napoleon I:s statskupp 1799 gjorde Champagny en lysande karriär, var 1804-1807 inrikesminister och 1807-1811 utrikesminister men som sådan främst Napoleons lydiga verktyg. År 1811 inträffade en brytning mellan Napoleon och Champagny. Denne avskedades men blev istället generalintendent över kronodomänerna. År 1813 blev Champagny senator, och efter Napoleons fall 1814 pär. Sedan han under de hundra dagarna 1815 anslutit sig till Napoleon, fråntogs honom fram till 1819 det sistnämnda ämbetet.

## Utmärkelser
- Storkors av Toskanska Sankt Josefsorden,  1810
- Sankt Hubertusorden
- Storkors av Hederslegionen
- Rutkroneorden
- Württembergska kronorden
- Hessiska Ludvigsorden
- Kungliga orden av Bägge Sicilierna
- Sankt Alexander Nevskij-orden
- Riddare av Sankt Ludvigsorden
- Andreasorden
- Svarta örns orden
- Storkors av Réunionorden
- Badiska husorden Fidelitas

[Redigera Wikidata]